# موسیقی‌دان

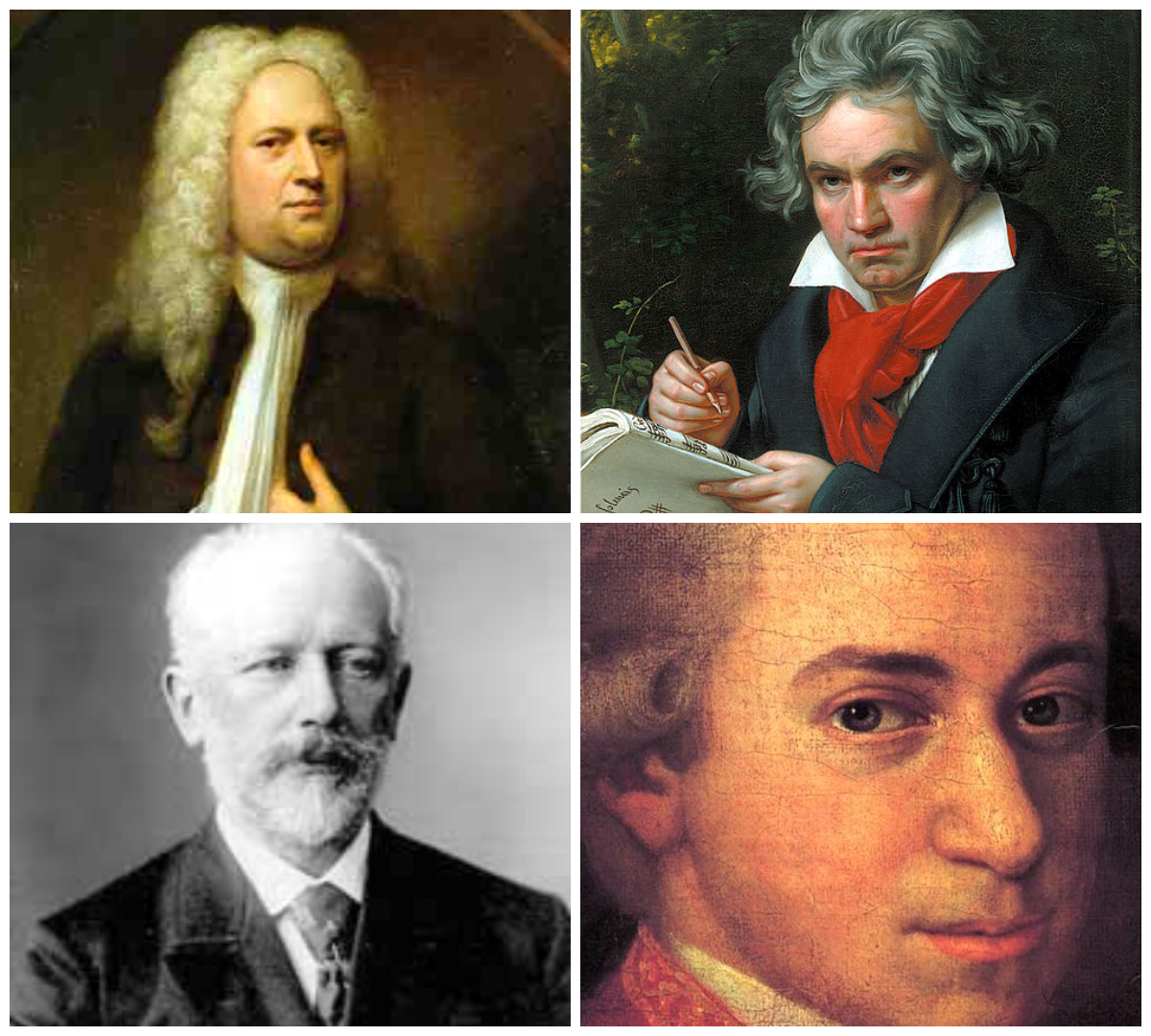
برخی از موسیقی‌دان‌های مطرحِ موسیقی کلاسیک

خُنیاگَر یا موسیقیدان یا موزیسیَن (به انگلیسی: musician) به کسی گفته می‌شود که توانایی آهنگسازی، رهبری یا اجرا را دارد. بر اساس گزارش خدمات کاریابی ایالات متحده، «موسیقیدان» اصطلاحی کلی است که برای مشخص کردن کسی که موسیقی را به عنوان حرفه دنبال می‌کند، استفاده می‌شود. موسیقیدانان عبارتند از: ترانه‌سرایانی که هم موسیقی و هم اشعار ترانه‌ها را می‌نویسند، رهبرانی که اجرای موسیقی به عهده دارند، یا کسانی که برای مخاطب اجرا می‌کنند. موسیقی‌دان به‌طور کلی یا خواننده‌ای است که آواز ارائه می‌کند یا نوازنده‌ای است که سازی از موسیقی می‌نوازد. موسیقی‌دانان ممکن است به تنهایی یا به عنوان بخشی از یک گروه، بند یا ارکستر اجرا کنند. موسیقی‌دان در یک سبک موسیقی تخصص دارند و برخی از نوازندگان بسته به فرهنگ و پیشینه در سبک‌های مختلف می‌نوازند.

## نوازنده
نوازنده کسی است که ساز موسیقی می‌نوازد.

## پیشینۀ نوازندگی در ایران
فریدون جنیدی در کتاب «نوای خوش ایران» می‌نویسد: خنیاگر در زبان پهلوی هونیاک کر، و با تخفیف هونیاکر بوده‌است، و آن نیز از یک ریشه و پسوند گر (گر نشان دهنده کار و پیشه است = آهنگر، زرگر و…) ساخته شده‌است. ریشه آن هونیاک نیز خود دارای دو بخش است، بهر نخست آن هو، همانست که در واژه هومن به معنی اندیشه نیک هنوز بجای مانده‌است، و با تبدیل ه به خ که در زبان‌شناسی مورد پژوهش قرار گرفته از آن واژه خوب امروز ساخته شده. دیگر بخش، نیاک است، که دگرگون شده واژه نواک باشد که امروز نوا خوانده می‌شود. خنیا یا هونیاک به معنی آوازِ خوب یا نوای خوش است.
از مهم‌ترین مُهرنگاره‌های خنیاگری (:موسیقی) در جهان؛ باید از آنچه که در «چوغامیش» یا خوزستان فعلی برجای مانده، یاد کرد که در سالهای ۱۹۶۱–۱۹۶۶ میلادی، یافت شده‌است. این مهرنگاره ۳۴۰۰ ساله؛ سیمایی از بزم رامشگران را نشان می‌دهد. در این بزم باستانی، دسته‌ای خنیاگر(:نوازنده) دیده می‌شوند که هر کدام، به نواختن سازی سرگرم هستند. چگونگی نواختن و نشستن این رامشگران، نشان می‌دهد که آنها، نخستین دسته خنیاگران(:ارکستر) جهان هستند. در این گروه رامشگران، می‌بینیم که نوازنده‌ای «چنگ» و دیگری «شیپور» و آن دیگر «تنبک» می‌نوازد. چهارمین رامشگر در این میان، خواننده‌ای است که «آواز» می‌خواند. ما همانند این خنیاگران را در «ایلام» و در سده ۲۷ پیش از میلاد و از زمان پادشاهی « ایپوزوزن شوشیناک» در شوش می‌شناسیم. از همین گاه، مُهر و نشانه‌هایی در دست است که نشان می‌دهند، خنیاگران بسیاری در ایران می‌زیستند.

## نام نوازندگان
در فارسی نوازنده سازهای سنتی را با پسوند «-زن» (مانند: تارزن، نی‌زن و مانند آن) یا با پسوند «-نواز» (مانند نی‌نواز) نام می‌گذارند؛ اما نام نوازندگان سازهای غربی بیشتر به تبع از زبان فرانسه با پسوند «-یست» نام برده می‌شود. مانند ویولونیست، ساکسوفونیست و مانند آن. در زیر فهرستی از نام نوازندگان سازهای گوناگون آمده‌است:
- ابوا: ابویست
- ارگ: ارگانیست، ارگ‌زن، ارگ‌نواز
- باسون: باسونیست
- باندورا: باندوریست
- بوزوکی: بوزوکی‌زن
- پرکاشن: پرکاشنیست
- پیانو: پیانیست
- ترومبون: ترومبونیست
- ترومپت: ترومپت‌نواز
- توبا: توبیست، توبانواز
- درامز: درامر
- رکوردر: رکوردرنواز
- سازهای الکترونیک: نوازنده سازهای الکترونیک
- ساکسوفون: ساکسوفونیست
- سیتار: سیتاریست، سیتارزن، سیتارنواز
- فلوت: فلوتیست، فلوت‌زن، فلوت‌نواز
- کلارینت: کلارینتیست
- کنترباس و گیتار بیس: بیسیست
- کیبورد: کیبوردر
- گیتار: گیتاریست
- ماندولین: ماندولین‌زن، ماندولینیست
- هارپ: هارپیست، چنگ نواز
- هورن: هورنیست
- ویولن: ویولنیست، ویولن‌زن، ویولن‌نواز
- ویولن‌سل: ویولن‌سلیست،

## نگارخانه

سه نوازنده اثر پیکاسو